# Adenocaulon nepalense
Adenocaulon nepalense là một loài thực vật có hoa trong họ Cúc. Loài này được M.Bittmann mô tả khoa học đầu tiên năm 1990.